# Plagiothecium sublaetum
Plagiothecium sublaetum là một loài rêu trong họ Plagiotheciaceae. Loài này được (Lindb.) Lindb. mô tả khoa học đầu tiên năm 1879.